# De russiske luftbårne styrker
De russiske luftbårne styrker eller forkortet VDV (russisk: Воздушно-десантные войска России, ВДВ, tr. Vozdusjno-desantnyje vojska Rossii, VDV) er et selvstændigt værn i Den russiske føderations væbnede styrker. Faldskærmstropperne har til opgave at muliggøre en hurtig indgriben fra enten nationalt eller internationalt. De luftbårne styrker regnes blandt elite-enhederne fordi deres personel er udvalgt på baggrund af frivillighed, fysik, intelligens og loyalitet.
Ifølge normal militær standard er de luftbårne styrker ikke særlig slagkraftige. Hver division består af omkring 6.000 mand, der tilmed kun har let bevæbning og lette køretøjer. Deres styrke er derfor ikke slagkraft, men operativ og strategisk mobilitet vha. langtrækkende transportfly samt deres faldskærmstræning, der gør at de på kort tid kan indsættes overalt inden for flyenes rækkevidde uden adgang til en flyvestation eller en lufthavn i målområdet. Efter landingen vil de dog hurtigt være afhængige af genforsyning og hurtigt link-up af egentlige kampstyrker, fordi de luftbårne styrker ikke medbringer tunge våben, logistik mv.
Midt i 1990'erne bestod de luftbårne styrker af 5 luftbårne divisioner og 8 luftlandestormbrigader. Alle divisionerne var i den europæiske del af Rusland:
- 1 division i Nordlige Militærdistrikt
- 2 divisioner i Moskva Militærdistrikt
- 1 division i Volga Militærdistrikt
- 1 division i Nordkaukasus Militærdistrikt (reelt i Tjetjenien)

De 8 brigader er mindre end divisionerne og har hverken køretøjer, kampvogne eller artilleri. Når brigaderne først er landet, kan de kun bevæge sig til fods. Deres opgaver koncentrerer sig om helikopterstøttede operationer, men de er også uddannet til faldskærmsudspring fra almindelige fly.
Under den videre reorganisering blev der i 1996 udarbejdet planer for mobile styrker på omkring 100.000 mand, hvoraf omkring 60 % skulle komme fra de luftbårne styrker. Resten var fra motoriseret infanteri med lette våben, marineinfanteri, logistikenheder og støtte af militære transportfly.